# Средний Дзёр
Средний Дзёр, Средний Джьер — река в России, протекает по Сосногорскому и Троицко-Печорскому районам Республики Коми. Устье реки находится в 22 км от устья Нибеля по левому берегу. Длина реки составляет 17 км. В 7 км от устья принимает по правому берегу реку Висъёль.
Исток реки в обширном болоте Дзёрнюр в Сосногорском районе в 15 км к северо-западу от посёлка Мирный. Река течёт от истока на юг вдоль границы Сосногорского и Троицко-Печорского районов, в среднем течении перетекает в Троицко-Печорский район, в нижнем течении поворачивает на юго-восток. Всё течение проходит по ненаселённому заболоченному таёжному лесу. Впадает в Нибель в 14 км к западу от посёлка Мирный.

## Данные водного реестра
По данным государственного водного реестра России относится к Двинско-Печорскому бассейновому округу, водохозяйственный участок реки — Печора от истока до водомерного поста у посёлка Шердино, речной подбассейн реки — Бассейны притоков Печоры до впадения Усы. Речной бассейн реки — Печора.
Код объекта в государственном водном реестре — 03050100112103000060696.